# 困った一夜
『困った一夜』 （こまったいちや、フランス語: Une nuit terrible）は、ジョルジュ・メリエスによる1896年のフランスの無声コメディ映画である。この映画はメリエスのスター・フィルム社によって公開され、カタログでは作品26番となっている。 また、この作品には『scène comique』という副題もつけられている。

## 映画の内容
男は寝ようとしたが、巨大な虫がベッドや壁を登ってきて男が眠るのを邪魔した。男はほうきで虫を叩いて攻撃し、ベッド横に収納されていた便器に捨てた。

## プロダクション
この作品は、1880年代にイギリスのバンフォース社が公開した一連の喜劇用幻灯機用映画からインスピレーションを得たものと思われる。また、メリエスが映画特殊効果で有名になるよりも前の作品である。メリエスがカメラ特殊効果を使った最初の有名な映画は、1896年後半に制作された『ロベール＝ウーダン劇場における婦人の雲隠れ』である。巨大な虫は、ワイヤーと厚紙で構成された単純な小道具である。
この映画はメリエス自身の携帯用カメラで撮影された。モントルイユにあるメリエスの自宅の庭で、昼光と布を背景として撮影された。眠ろうとする男の役はメリエス自身が演じた。

## 現存

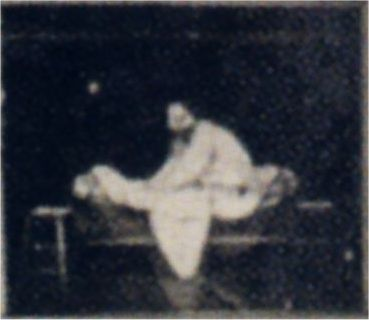
オリジナルの『恐ろしい夜』と考えられる映画のワンシーン

一般的に『困った一夜』は現存していると言われており、様々なDVDコレクションに載っている。しかし、メリエスの玄孫であるポリーヌ・メリエスは2013年に、一般的にこの『困った一夜』として知られている映画は、実際はメリエスの後期の映画『真夜中のエピソード』（作品190番）であり、オリジナルの『恐ろしい夜』は、よりシンプルな風景と異なるカメラ配置を特徴とするが、全体的な内容とベッドは同じであり、シネマテーク・フランセーズが所蔵する2つの印刷コピーと、1900年頃にレオン・ボーリューが出版したパラパラマンガとして現存していると発表した。この仮説が正しければ、この『困った一夜』と『真夜中のエピソード』の両方が現存することになる。